# Yoshinori Ōsumi
Yoshinori Ōsumi (jap. 大隅 良典 Ōsumi Yoshinori;  ur. 9 lutego 1945 w Fukuoce) – japoński biolog komórkowy związany z Tokyo Institute of Technology, laureat Nagrody Nobla w dziedzinie fizjologii lub medycyny w roku 2016 za odkrycia dotyczące mechanizmów autofagii.

## Życiorys
Urodził się w 1945 roku w Fukuoce. W 1974 roku uzyskał doktorat na Uniwersytecie Tokijskim. Związany był między innymi z Uniwersytetem Rockefellera, a po powrocie do Japonii związał się ponownie z Uniwersytetem Tokijskim, gdzie założył w 1988 roku swoją grupę badawczą. Od 2009 roku jest profesorem w Tokyo Institute of Technology.
Otrzymał Nagrodę Asahi za 2008 rok. W 2012 otrzymał Nagrodę Kioto w dziedzinie nauk podstawowych. W 2015 roku nadano mu tytuł zasłużonego dla kultury. W 2016 roku został laureatem Nagrody Nobla w dziedzinie fizjologii lub medycyny za odkrycia mechanizmów autofagii jako dwudziesty trzeci laureat Nagrody Nobla urodzony w Japonii i szósty Japończyk wyróżniony nagrodą w tej dziedzinie.
Swoje prace publikował w czołowych czasopismach naukowych, m.in. w „Nature", a także w „Genes to Cells”, „FEBS Letters” oraz „Biochemical and Biophysical Research Communications”.